# Даневський Всеволод Пійович
Даневський Всеволод Пійович (нар. 27 серпня 1852, Ніжин — пом. 25 березня 1895) — український вчений-правознавець, доктор наук, професор кафедри міжнародного права Харківського університету (зараз Харківський національний університет імені В. Н. Каразіна).

## Біографія
Народився 27 серпня 1852 року в місті Ніжині Чернігівської губернії. Після закінчення Харківської губернської гімназії у 1870 році вступив до Московського університету. У 1875 році закінчив Московський університет з дипломом кандидата права. З 1875 року працював на кафедрі міжнародного права. Склав магістерській іспит на юридичному факультеті Московського університету і був одноголосно обраний на посаду приват-доцента юридичного факультету Харківського університету (1877).
У 1879 році захистив у Харкові магістерську дисертацію «Історичний нарис нейтралітету і критика Паризької морської декларації 4-16 квітня 1856 р.». У тому ж році обраний штатним доцентом юридичного факультету і за рекомендацією Ради затверджений у цьому званні опікуном навчального округу. З лютого 1880 року направлений у наукове відрядження за кордон. У 1882 році в Київському університеті захистив докторську дисертацію «Системи політичної рівноваги і легітимізму та початок національності в їх взаємному зв'язку». Після захисту докторської дисертації обраний професором кафедри міжнародного права юридичного факультету Харківського університету.
Був активним супротивником реакційних принципів легітимізму і політичної рівноваги, відстоював принцип націоналізму.
У 1893 році працював на кафедрі кримінального права, але продовжував читати лекції з міжнародного права до 1895 року. З цього ж року викладав кримінальне право.
Був одружений з Варварою Павлівною Даневською, подружжя мало четверо дітей: Михайло, Варвара, Борис та Софія.
Помер Всеволод Пійович Даневський 25 березня 1895 року.

## Наукова діяльність
- Особая часть уголовнаго права / В. П. Даневскій, С. Д. Ильин (1894)[2]
- Очеркъ новѣйшей литературы по международному праву (1876)[2]
- Пособіе къ изученію исторіи и системы международнаго права (1892)[2]